# 玫瑰灣

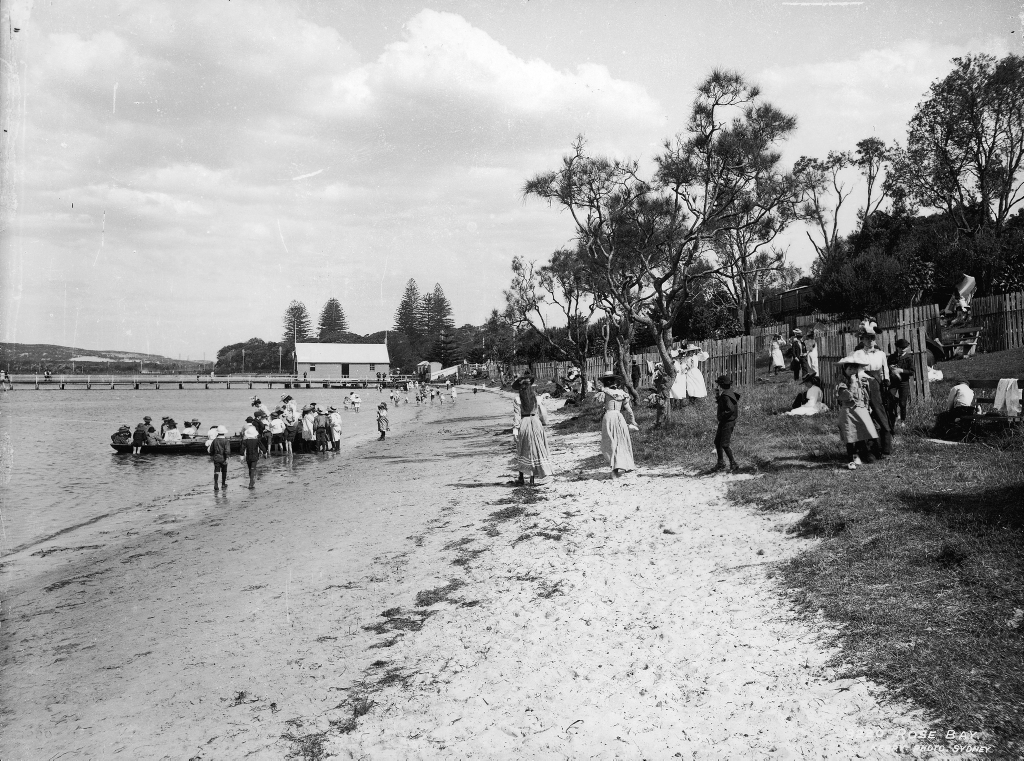
玫瑰灣，攝於1900年

玫瑰灣（英語：Rose Bay）位於悉尼東部郊區的臨海高尚住宅地段，距離悉尼商業中心區大約7（4.3英里），舊南頭道以東歸韋佛利議會管轄，西面近海灣的地區則屬於胡拉勒自治市的一部份。傳統上，玫瑰灣是個猶太人社區，根據2016年人口普查的數據顯示，玫瑰灣的9,601名常住人口之中，27.3%信奉猶太教、24%報稱沒有宗教信仰、17.2%信奉天主教。

## 歷史

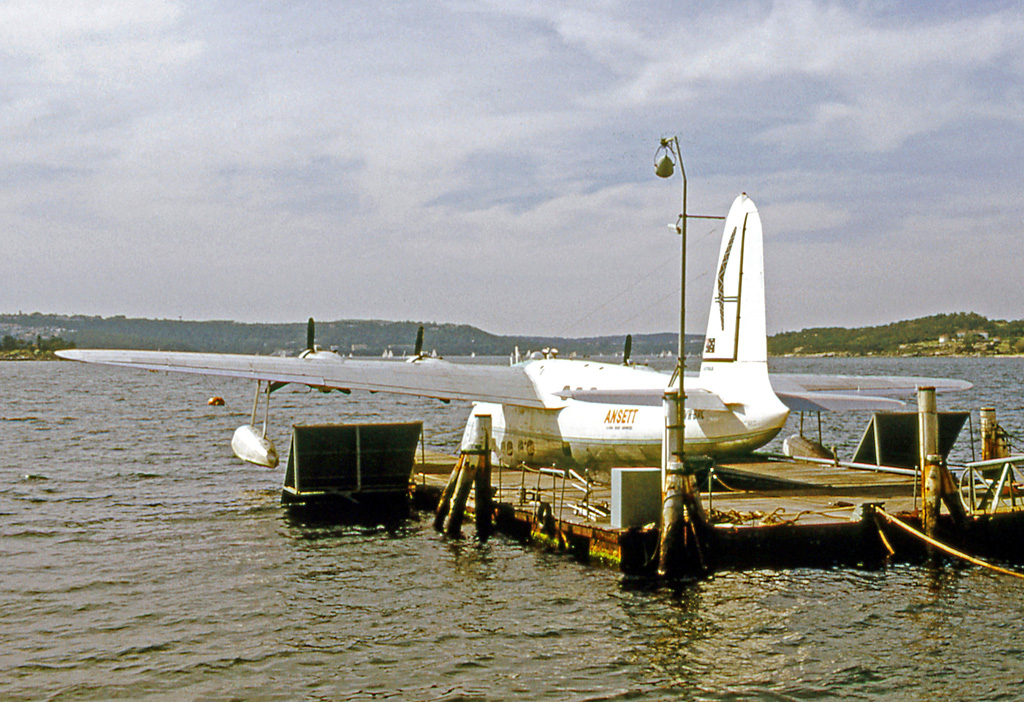
停泊於碼頭的水上飛機，攝於1970年

玫瑰灣以曾任英國海軍司庫的喬治·羅斯（George Rose）命名，此地名早於1788年已被使用。1938年開始有水上飛機在玫瑰灣上升降，當地因此亦成為了悉尼第一代的國際機場，至今仍然有航班定期往返豪勳爵島（位於太平洋距離悉尼600（370英里）的小島）。

## 圖片集

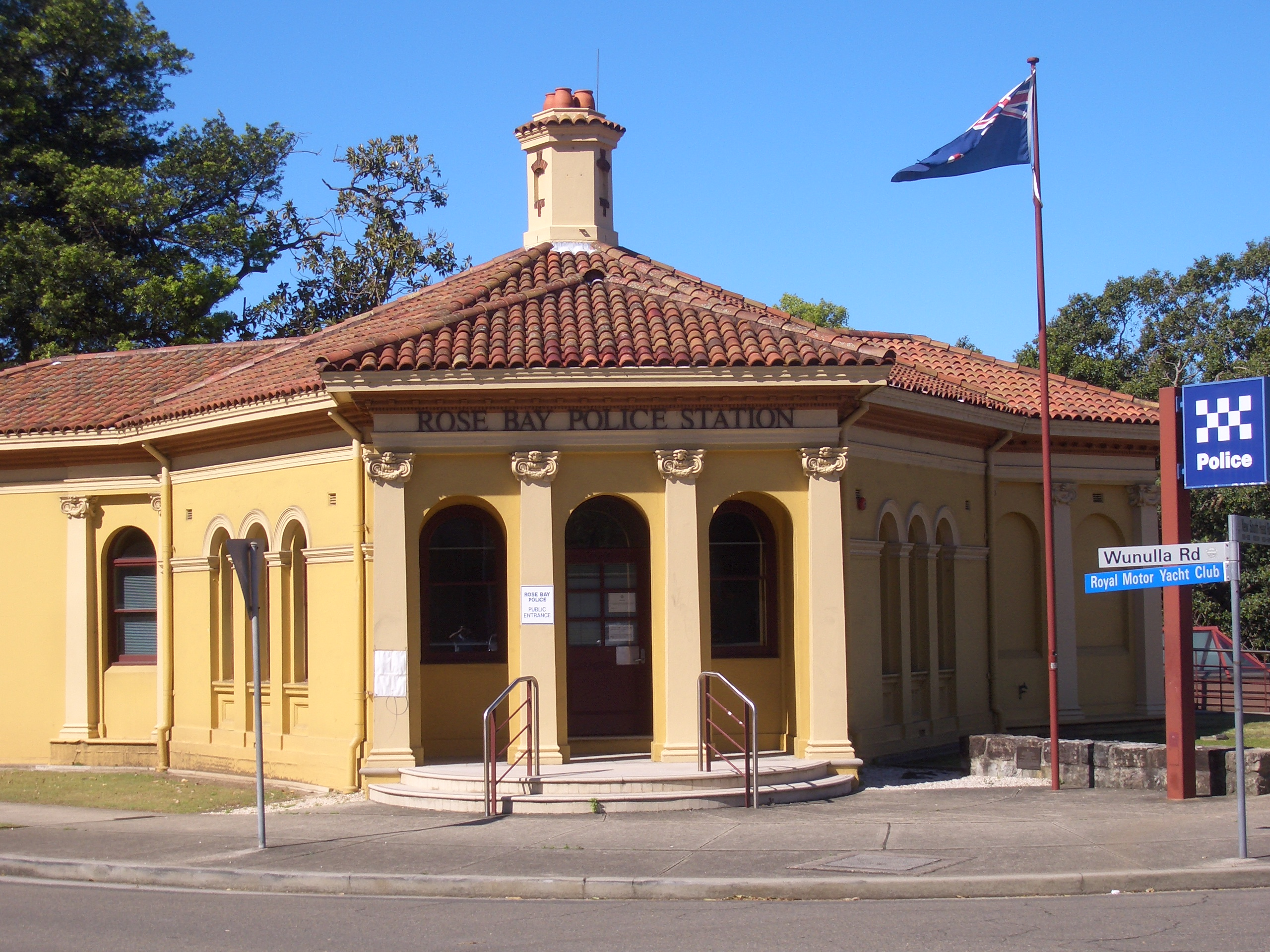
玫瑰灣警察局
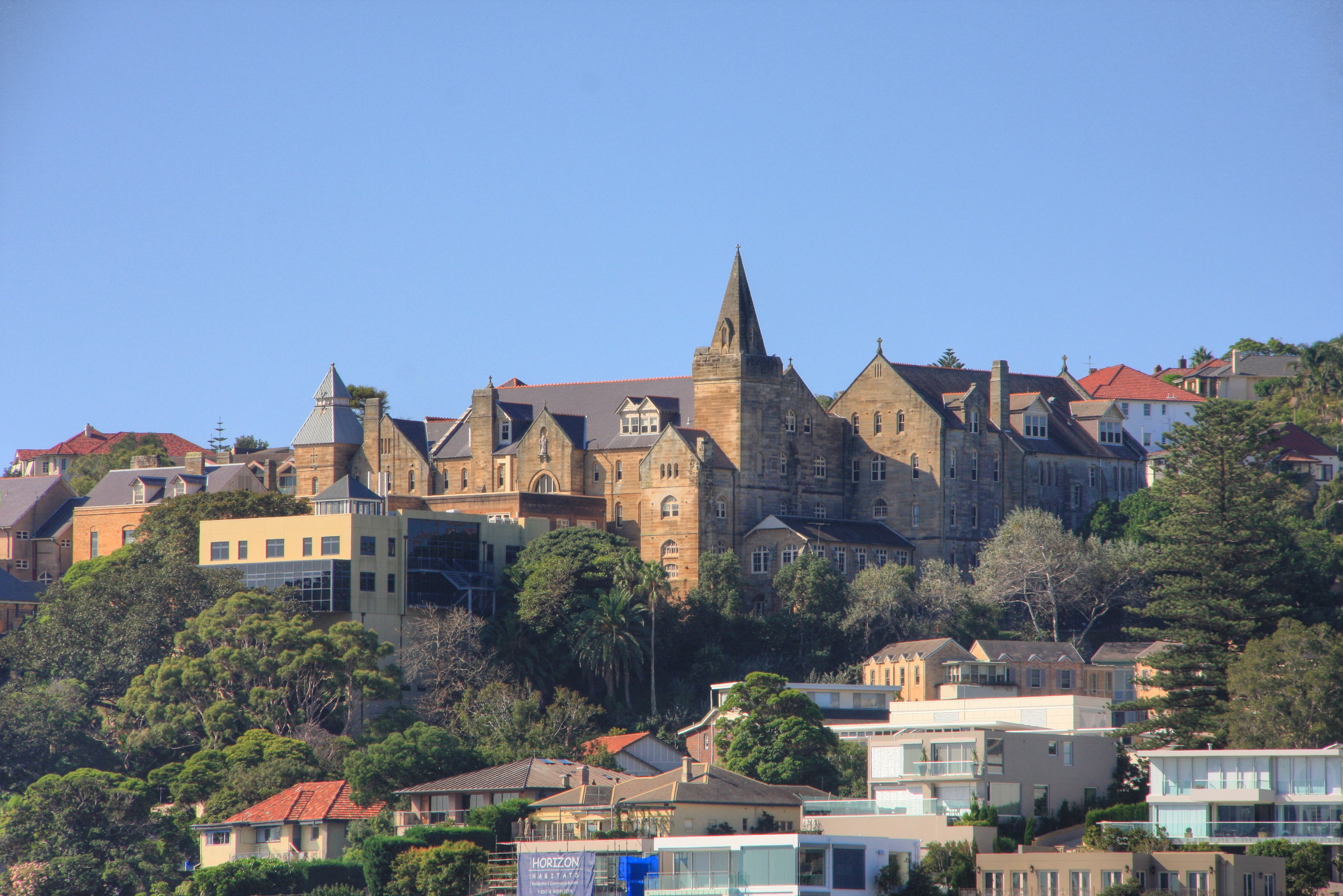
聖心修道院
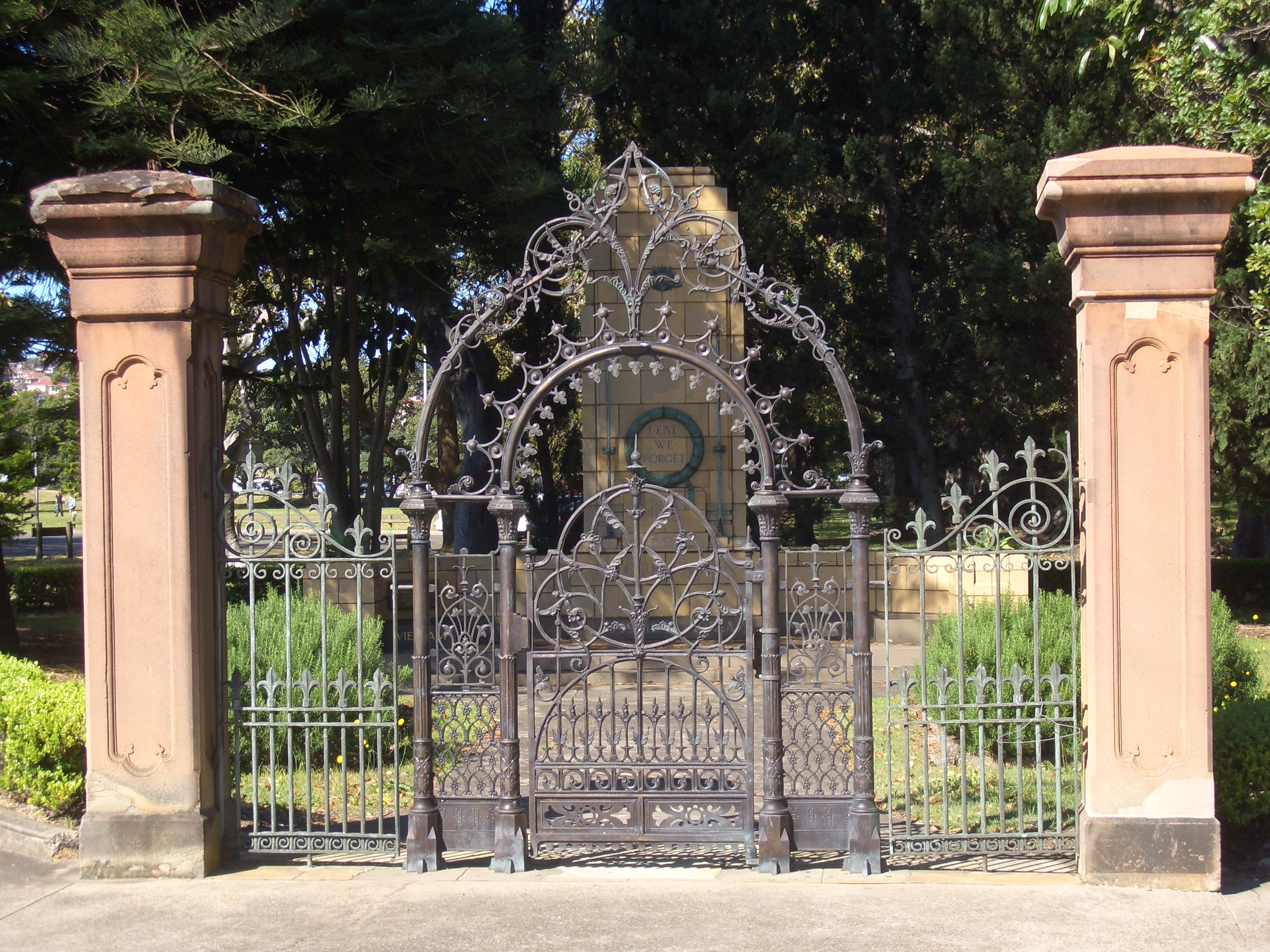
玫瑰灣戰爭紀念公園的鐵閘
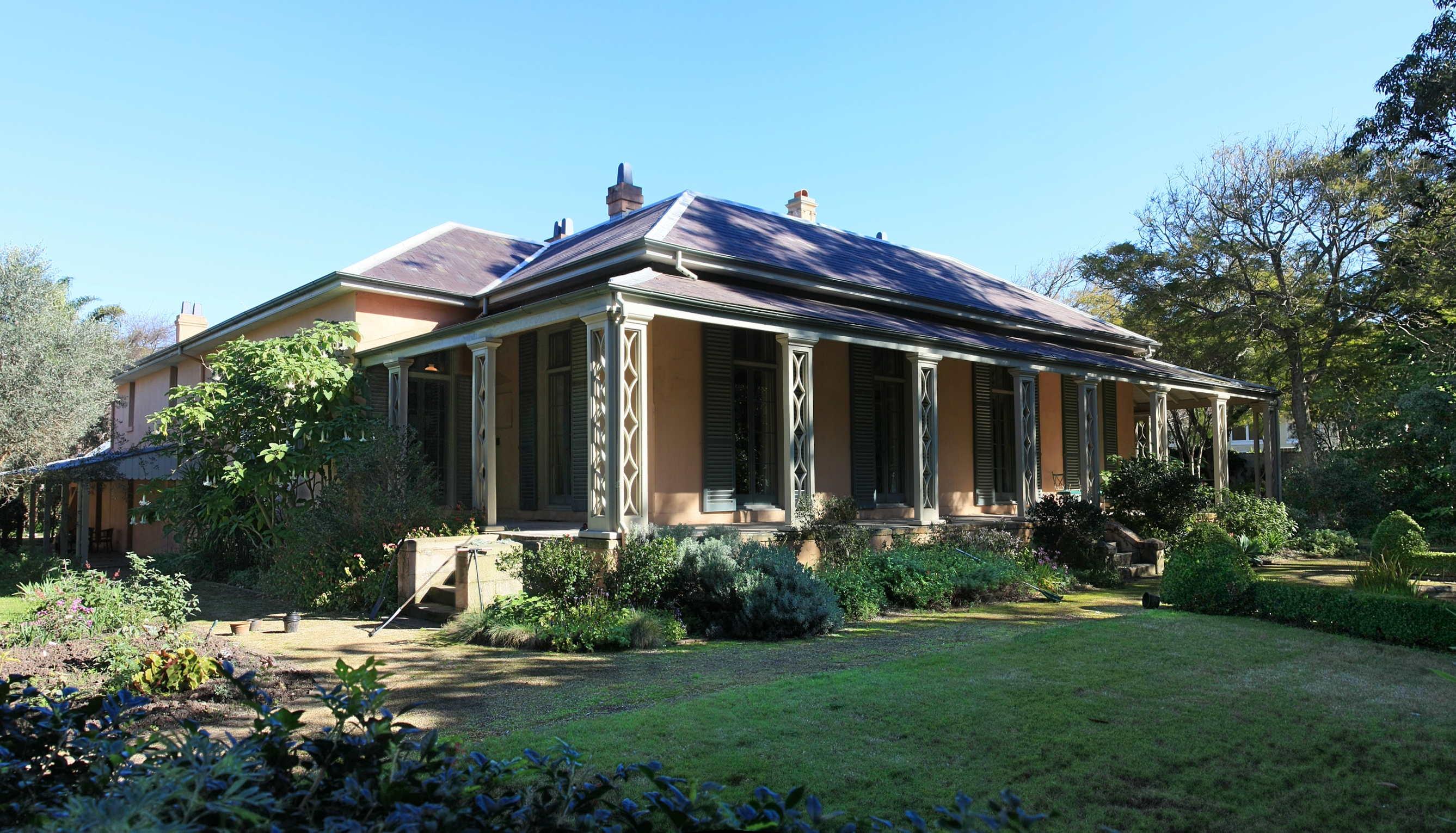
玫瑰灣別墅
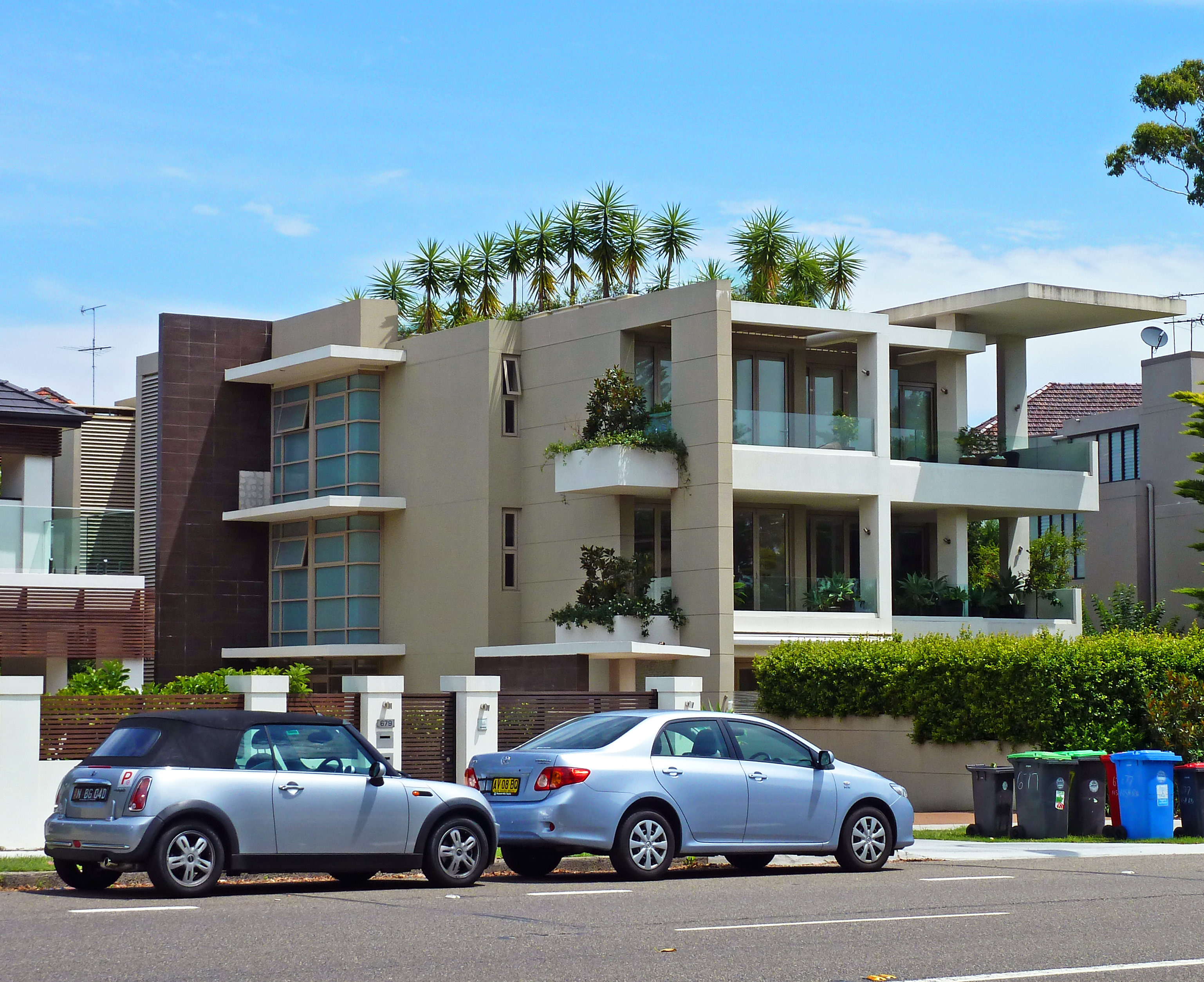
新南頭路的新式公寓
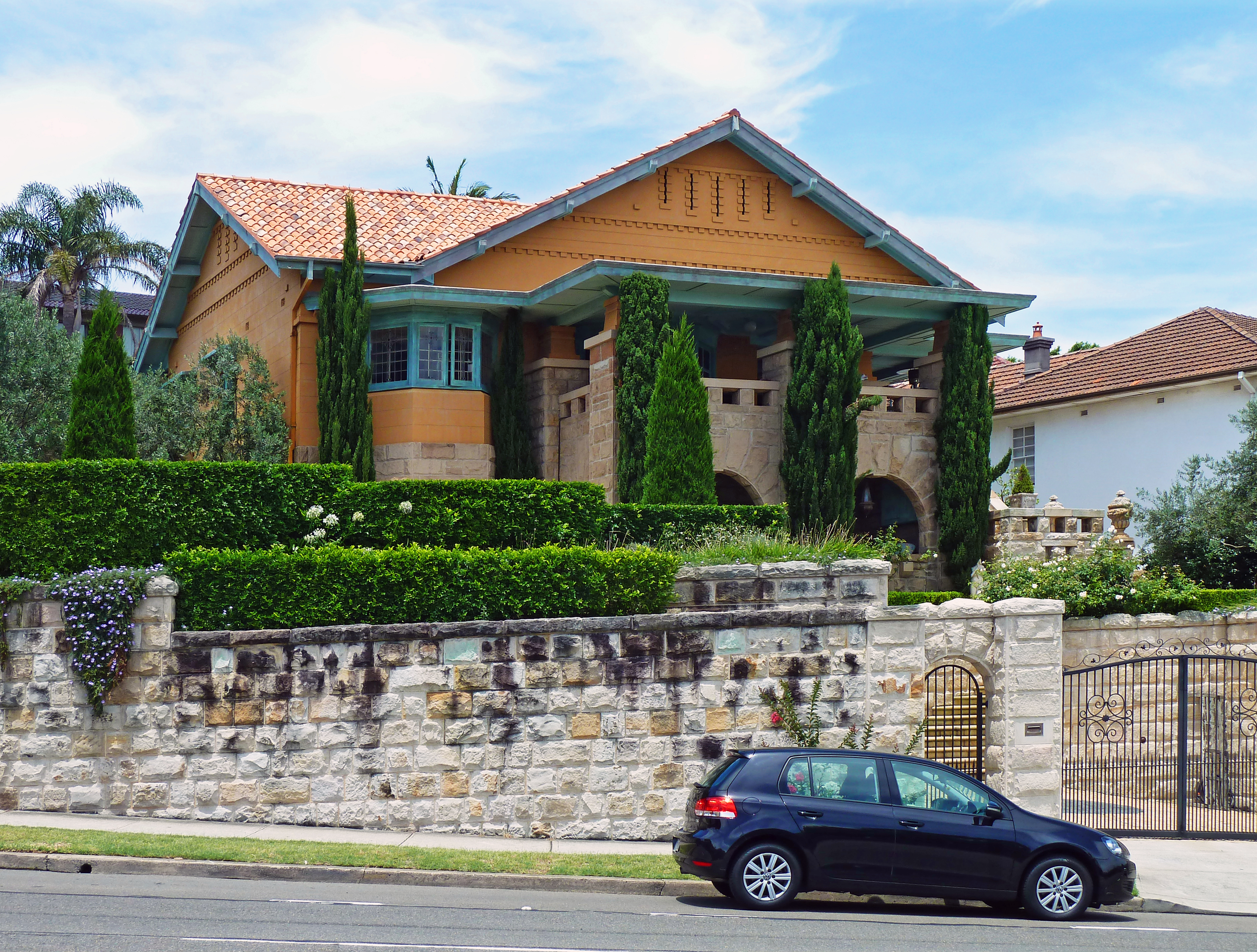
玫瑰灣的典型大宅

## 知名住客
- 羅素·高爾
- 蕎蒂·米爾斯
- 彼得·奧弗頓（英语：Peter Overton）
- 傑西卡.羅（英语：Jessica Rowe）